# Еліста (аеропорт)
Міжнародний аеропорт Еліста (IATA: ESL, ICAO: URWI) — міжнародний аеропорт, розташований поблизу міста Еліста, Росія.
Приймаємі повітряні судна: Ан-2, Ан-24, Л-410, Мі-8, Ту-134, Як-40, Як-42.

## Авіакомпанії та напрямки, квітень 2023
| Авіакомпанія | Пункт призначення            |
| ------------ | ---------------------------- |
| Азимут       | Москва-Внуково, Ст Петербург |

## Статистика
Див. джерело запитів Вікіданих та джерела.